# 장수영 (배드민턴 선수)
장수영(1988년 9월 22일~)는 대한민국의 배드민턴 선수이다.